# Clito (mitología)
En la mitología griega, Clito (Κλειτώ) era hija de Evenor y de Leucipe, y madre de la estirpe de los atlantes.

## Vida
Según el Critias, obra del filósofo griego Platón, Clito, hija de Evenor, que había nacido de la tierra, y de Leucipe, habitantes de una montaña baja en el centro de la Atlántida, quedó huérfana cuando llegó a la edad de casarse. Poseidón (que era el señor de la Atlántida) se enamoró de Clito y se vio correspondido; y para proteger a su nueva amante, aisló la colina en la que esta habitaba por medio de tres anchos anillos de agua, cavados a partir del centro de la isla (la elevación que habitaba Clito estaba en el centro de la isla), de modo que la colina fuera inaccesible a los hombres (ya que todavía no había barcos ni navegación).
Poseidón, utilizando sus poderes de dios, enriqueció al círculo de tierra del centro de la isla (en donde habitaba Clito, aislado por el primer anillo de agua), proveyéndolo de alimentos variados y suficientes, y de manantiales. Luego Clito y Poseidón se unieron; la primera quedó embarazada sucesivas veces y fue dando a luz a cinco generaciones de gemelos varones. Al primer hijo del primer par se le dio el nombre de Atlas o Atlante (y de él se deriva la denominación Atlántida, y de esta, a su vez, recibe su nombre el océano Atlántico). Al segundo hijo del primer par se le dio, en griego, el nombre de Eumelo, pero en la lengua de la región, Gadiro; A uno de los que nacieron en segundo lugar se lo llamó Anferes, al otro, Evemo. Al mayor de los terceros se le puso el nombre de Mneseo y al segundo, Autóctono. Al primero del cuarto par se le dio el nombre de Elasipo, y el de Méstor al posterior. Al primero del quinto par de gemelos se le puso el nombre de Azaes y al segundo, el de Diáprepes.
El final de la vida de Clito es oscuro, ya que ni el Critias ni otro texto narran lo que sucedió después de que tuviera a sus hijos. Lo que se sabe es que todos ellos fueron reyes de diferentes partes de la Atlántida, y dieron origen a la avanzada civilización que se desarrolló en esa isla.